# Piñata

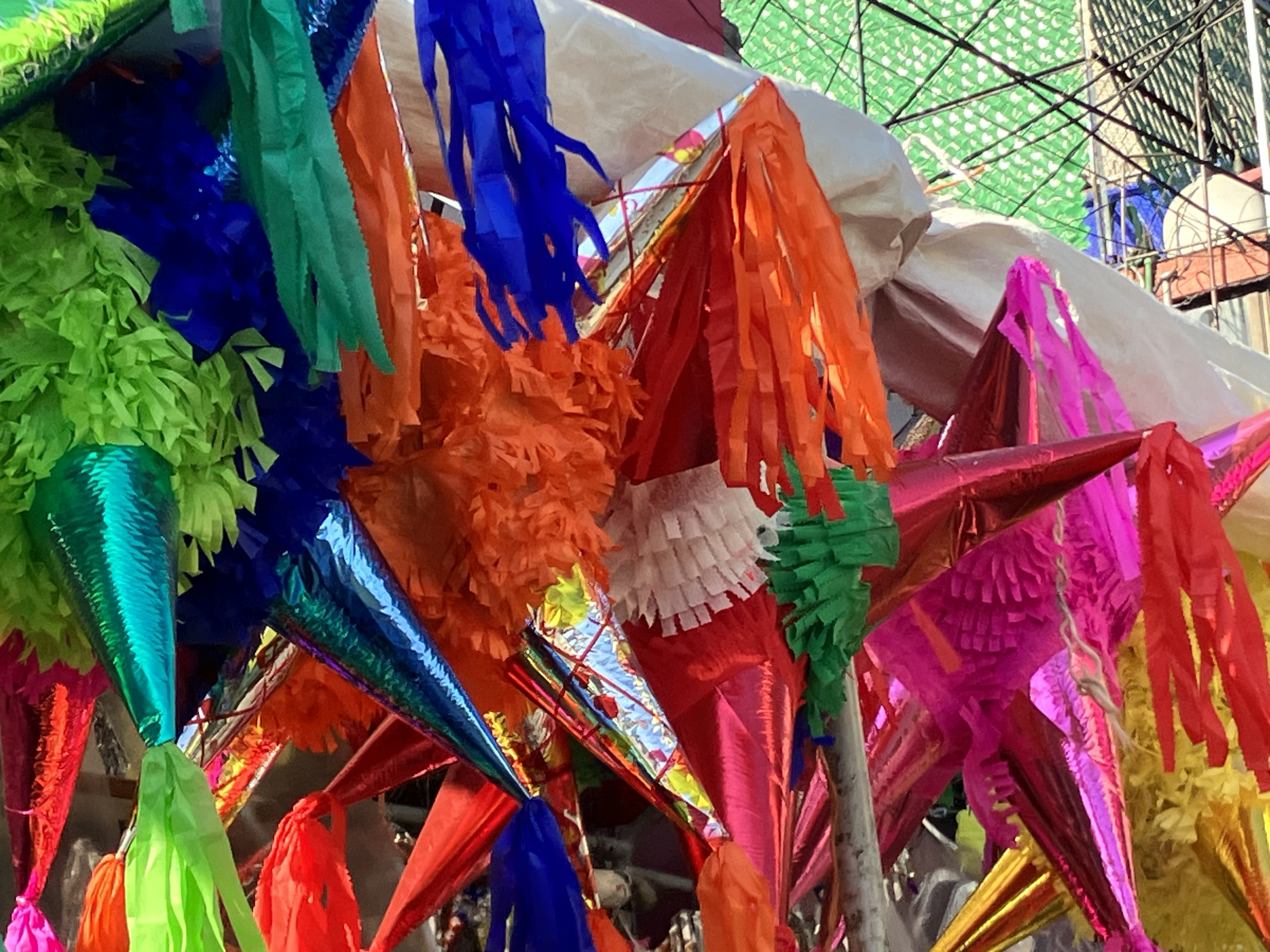
Piñatas tradicionales a la venta en un mercado de la Ciudad de México

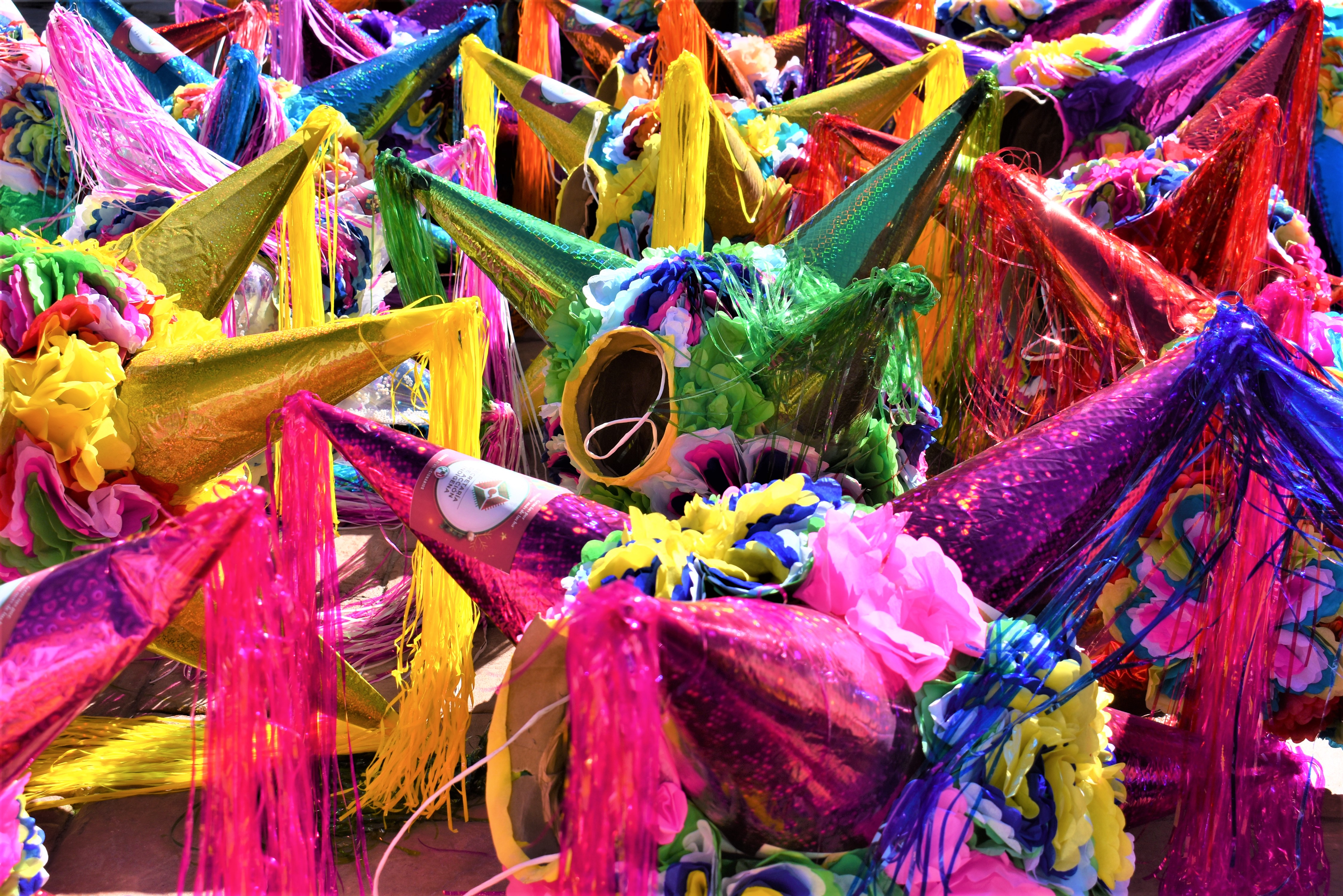
Grupo de Piñatas de muchos colores al interior del Palacio Municipal de Otumba, Estado de México, México.

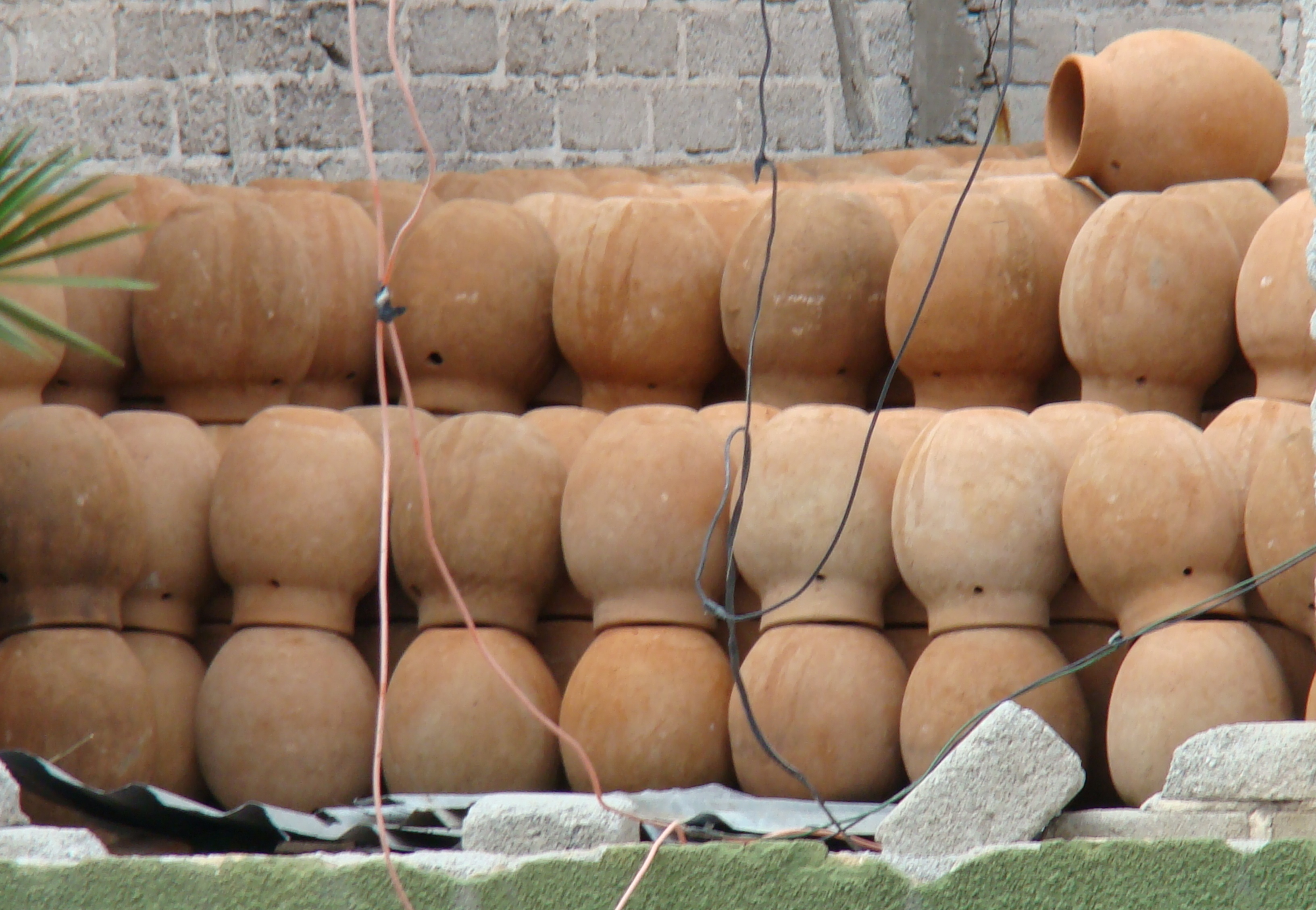
Ollas piñateras

Una piñata es una olla de barro o de cartón, o una estructura de alambre cubierta de papel maché, adornada de papel de colores y usualmente con 7 picos, que en su interior contiene frutas, dulces u otros premios. Las piñatas se cuelgan de una cuerda a lo alto para ser rota con un palo o garrote por una persona, y que al romperse libera su contenido sobre los participantes en el juego.
Las piñatas se asocian comúnmente con México y constituyen un elemento central de los cumpleaños y otros eventos festivos de celebración como la Navidad.

## Etimología
La palabra piñata procede del vocablo italiano pignatta, quizá una derivación de pigna, piña, debido a la similitud en la forma de las piñatas u ollas más antiguas con una piña.

## Historia

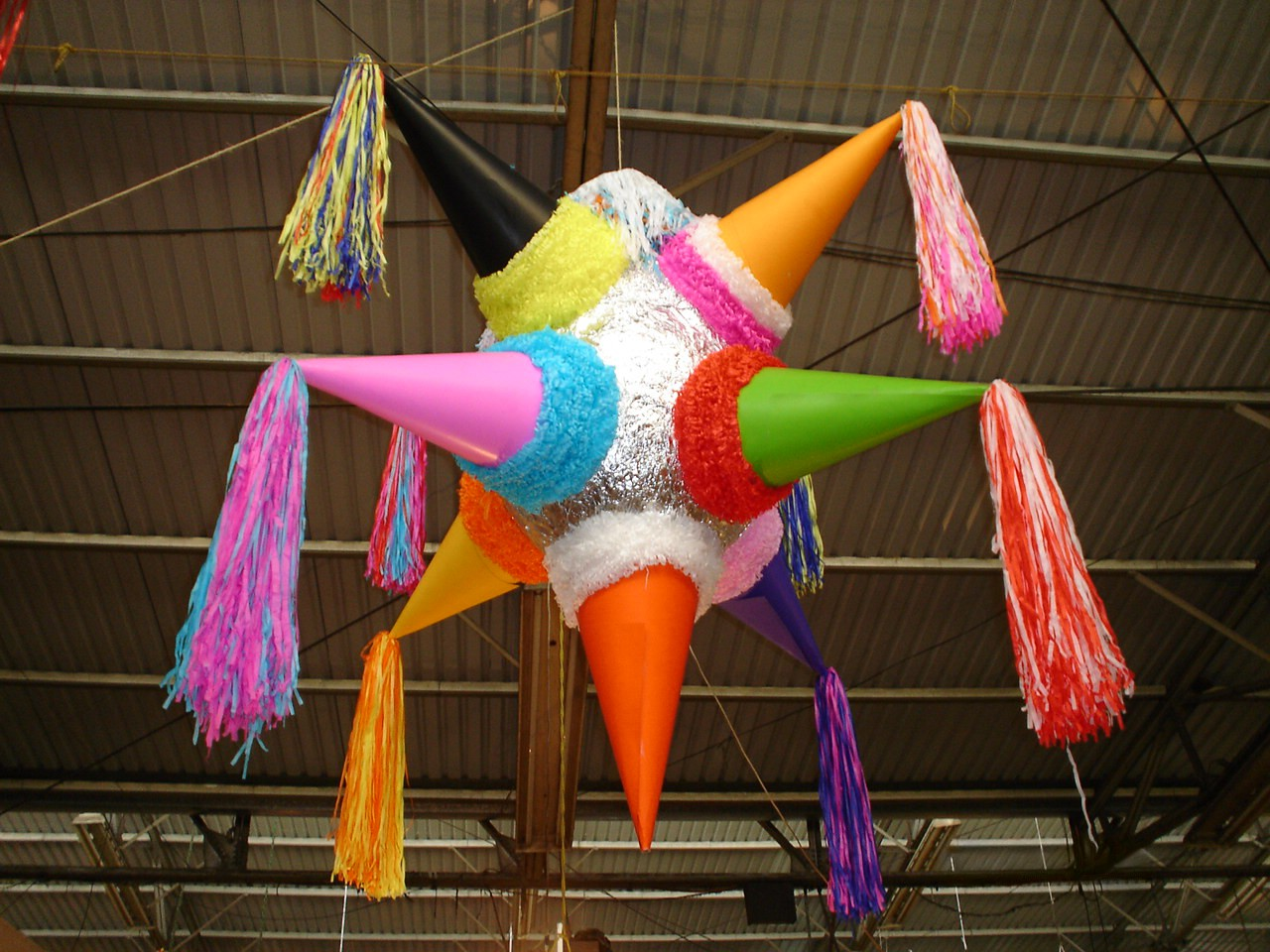
Una piñata de siete picos.

Según lo narra Marco Polo en su libro Il millione, también conocido como Los viajes de Marco Polo, las piñatas son originarias de China, en donde se utilizaban para las celebraciones de año nuevo. Posteriormente, Marco Polo llevó esta tradición a Italia en donde se adaptó a las festividades de la cuaresma. De allí pasaron a España, desde donde se difundió la práctica de la piñata en México donde se hizo muy popular. Sin embargo, también existe evidencia de que los mexicas realizaban una festividad similar para celebrar al dios Huitzilopochtli.
Pronto se utilizaron las piñatas como herramienta de evangelización en el Nuevo Mundo. A principios del siglo XVI, los misioneros españoles que fueron a América atrajeron a los habitantes locales a sus ceremonias utilizando piñatas. Los frailes hábilmente transformaron la ceremonia tradicional de la olla de barro en sesiones de instrucción religiosa. Lo hicieron al cubrir la olla con papel de color, y darles tal vez, un aspecto impresionante.

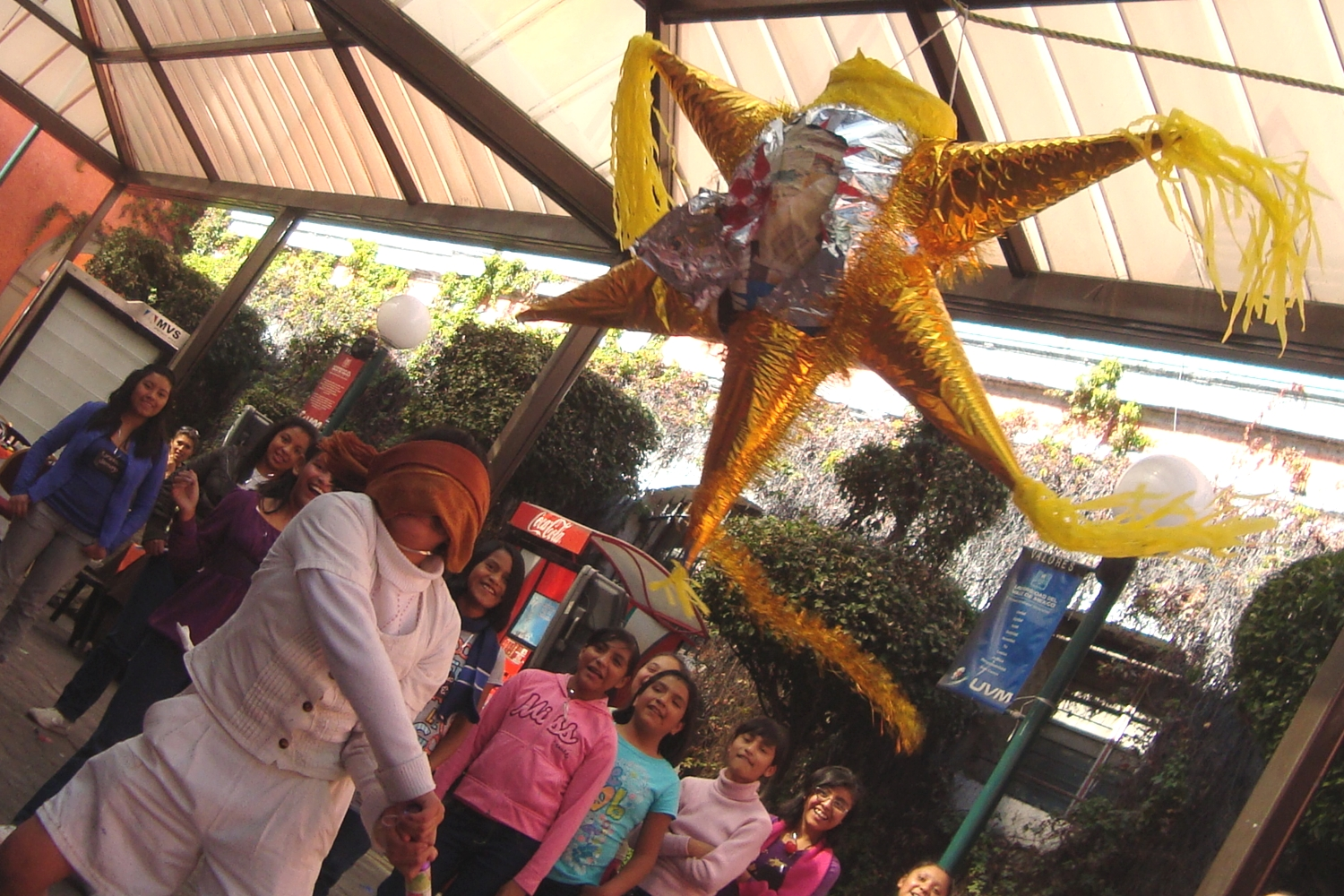
Unas niñas rompen una piñata en una posada en la Ciudad de México.

La tradición de la piñata moderna se dice que se originó en el mismo momento en que se originaron las posadas de la Navidad en Acolman de Nezahualcóyotl, en el actual Estado de México, cerca de la zona arqueológica de Teotihuacán. En 1586 los frailes agustinos de Acolman recibieron la autorización del Papa Sixto V para celebrar lo que se llamó “misas de aguinaldo”, que más tarde se convirtieron en las posadas. Fue en esas misas que tuvieron lugar en los días previos a la Navidad que los frailes introdujeron la piñata. Ellos usaron la piñata como una alegoría para ayudarse en sus esfuerzos por evangelizar a los pobladores de la región.
La piñata original tenía la forma de una estrella con siete picos. Los picos representaban los siete pecados capitales y los brillantes colores de la piñata simbolizaban la tentación. La piñata se transformaba en una representación de la fe ciega y de la virtud o la voluntad para vencer el pecado. Los caramelos y otras golosinas dentro de la piñata podían representar las riquezas del reino de los cielos, por lo que la enseñanza se acompañaba con fe y una sola virtud para vencer el pecado y recibir todas las recompensas de los cielos.

### Origen e inclusión en las fiestas mexicanas

Piñatas por Hugo Brehme entre 1890 y 1923

Una vez en México, los misioneros agustinos recurrieron a esta tradición como parte de la evangelización, convirtiendo a la piñata en un elemento con sentido religioso. 
Elementos que encontramos en común en los orígenes de la piñata son la olla de barro y el relleno con dulces y frutas. Pegarle a la piñata es una diversión que encuentran principalmente los niños, y cuando los dulces caen, todos corren en su búsqueda.
Se incorporó como parte de las posadas, extendiéndose esta costumbre con mucha rapidez dentro de la sociedad mexicana, aunque con la desaprobación de la iglesia, que veía como durante estas celebraciones había cantos festivos llenos de picardía, y que devaluaba el sentido solemne y religioso de esta fiesta. El clero prohibió terminantemente las piñatas entre 1788 y 1796, pero ante el escaso éxito que se tuvo para erradicarlas del ánimo popular, la prohibición tuvo que levantarse en 1818.
Pese a la discusión sobre su origen, la piñata es uno de los elementos más típicos de las celebraciones en México. Este colorido objeto, símbolo reconocido internacionalmente de la cultura mexicana, se elabora con una olla de barro o cartón moldeado, cubierta generalmente de papel de China de colores. Como sabemos, el interior de la piñata se rellena con dulces, juguetes y fruta de temporada. Es precisamente en el mes de diciembre y en el marco de las posadas, cuando se aprecia mejor esta histórica tradición en México, aunque también se rompen piñatas en las fiestas de cumpleaños, tanto de niños como de adultos.
Aunque actualmente es posible conseguir piñatas de barro en diferentes poblaciones y ciudades a lo largo de la República, Acolman conserva una historia especial, y por ello realiza la Feria de la Piñata, que este año lleva a cabo su edición XXX.
La Feria se realiza con bailes populares y concursos, donde varias comunidades participan con su propia piñata, siendo galardonadas las más grandes y originales. En el marco de este evento —que tendrá lugar del 17 al 20 de diciembre— se celebran posadas, las cuales también son oriundas de este pueblo mexiquense, y actividades como representaciones musicales (incluyendo a los Santaneros de Pepe Bustos y Los Daniels), carreras de caballos, justas deportivas, presentaciones de lucha libre AAA y muestras de gastronomía local.

### Canciones populares
Durante las posadas suele cantarse: “¡No quiero oro, ni quiero plata, yo lo que quiero es romper la piñata!” como una forma de dar paso a dicha actividad. También, al momento de estarla rompiendo se le canta al participante: “¡Dale, dale, dale, no pierdas el tino, porque si lo pierdes, pierdes el camino; ya le diste una, ya le diste dos, ya le diste tres y tu tiempo se acabó!” Otra versión es: “¡Dale, dale, dale, no pierdas el tino, porque si lo pierdes, pierdes el camino; dale, dale, dale, dale y no le dio, quítenle la venda, porque sigo yo!”.

## En otros países
Hoy en día, las piñatas se han adoptado en muchas partes del mundo y se han convertido en un espectáculo más común en las fiestas y celebraciones, especialmente en México, América Central y el sur de Estados Unidos, sobre todo debido a la influencia cercana de la cultura mexicana. 
En Argentina, Puerto Rico, Cuba, República Dominicana, Colombia, Ecuador, El Salvador, Bolivia, Perú, Guatemala, Honduras, Nicaragua, Costa Rica, Panamá, Uruguay, Chile, Venezuela y actualmente en México, las piñatas son exclusivas de las fiestas infantiles de los cumpleaños. Por lo general son de cartón, decoradas con vivos colores para que coincida con el tema de la fiesta de cumpleaños (de superhéroes, princesas, o cualquier otro diseño creativo) y llena de dulces, chocolates, juguetes pequeños, confeti y cadenas de color (lo suficientemente largas como para llegar al suelo) se unen a la parte inferior de la piñata, en la puerta se esconde una trampa en la decoración. La piñata se cuelga en una ubicación central para que todos la vean, pero las cadenas se mantienen fuera del alcance de los niños. Por lo general después del corte del pastel, se hace un anuncio de que la piñata se rompe y cada niño recibe una bolsa vacía. Todos los niños se reúnen directamente debajo de la piñata. Entonces, en la cuenta de tres, los niños rompen la piñata y reciben una lluvia de caramelos y confeti, mientras se apresuran a llenar sus bolsas. En efecto, a este tipo de fiestas infantiles por extensión se les da el nombre de piñata, a tal punto que a los vestidos para niñas que se usan en tales ocasiones se les llama traje de piñata. 
En Costa Rica, Honduras, El Salvador, Venezuela, Colombia y en algunas regiones de México, la piñata se ata al final de una polea simple fija que es controlada por un adulto. Los niños se turnan para tratar de reventar la piñata con un bastón, que generalmente es el palo de madera de una escoba vieja, que puede haber sido recortado o bien un palo de madera de un árbol. El adulto ajusta la altura de la piñata soltando o recogiendo el cable para tratar de que todos los niños invitados a la fiesta puedan tratar de reventarla. Si cumple su labor con éxito, generalmente al final se permite que el niño de más edad o con mayor altura rompa la piñata.
En Yucatán, a diferencia del resto de México, la piñata se suele romper a puño limpio sin la utilización de un palo. En maya yucateco, idioma autóctono de la península, existe el vero pa' p'úul, el cual significa piñata y romper la piñata.
En Paraguay y Argentina las piñatas generalmente están hechas con un globo de goma de gran tamaño (alrededor de 50 cm inflado) que posee boca ancha por la que se rellena con los objetos a repartir, luego se sostiene a una altura alcanzable por el agasajado y en lugar de golpearlo se lo pincha con algún objeto punzante, de esta manera el globo estalla y se dispersa el contenido, sobre el que los niños se abalanzan como se mencionó en otros casos.
Las piñatas también se pueden encontrar en Europa en las últimas décadas, aunque a un ritmo más lento. En España se usa la piñata en las celebraciones de cumpleaños desde hace varias décadas de forma generalizada. Suelen ser de cartón duro y adornadas con distintos motivos infantiles. India es uno de los pocos países fuera del continente americano que han adoptado la tradición mexicana de la piñata para las celebraciones culturales.
En Tepatitlán, Jalisco, fue elaborada la piñata más grande del mundo, en 2010, la piñata tiene una forma de la tradicional estrella de 7 puntas.